# Цусима (Айти)
Цуси́ма (яп. 津島市 Цусима-си) — город в Японии, расположенный в северо-западной части префектуры Айти. Основан 1 марта 1947 года путём предоставления посёлку Цусима статуса города. Город является центром машиностроения, легкой (шерстяной) и деревообрабатывающей промышленностей.
Площадь города составляет 25,08 км², население — 63 483 человека (1 июня 2014), плотность населения — 2531,22 чел./км².